# Église en bois Saint-Georges de Takovo
Pour les articles homonymes, voir Église Saint-Georges.
L'église en bois Saint-Georges de Takovo (en serbe cyrillique : Црква Светог Ђорђа у Такову ; en serbe latin : Crkva Svetog Đorđa u Takovu) est une église en bois située à Takovo, dans la municipalité de Gornji Milanovac et dans le district de Moravica, en Serbie. Elle est inscrite sur la liste des monuments culturels d'importance exceptionnelle de la république de Serbie (identifiant no SK 502),,,.

## Histoire
L'église de Takovo, dédiée à saint Georges, a été construite en 1795, peu après la fin de la révolte de la Krajina de Koča, à l'emplacement d'une autre église remontant à 1726.
Elle doit sa renommée au fait que le prince Miloš Obrenović y a lancé le second soulèvement serbe contre les Ottomans. Cet événement historique inaugural, connu sous le nom de « soulèvement de Takovo », a eu lieu le 23 avril 1815, le dimanche des Rameaux ; après avoir communié, les autres princes insurgés, devant l'église, prêtèrent un serment solennel de fidélité à Miloš et aux Serbes, « par la croix vénérable et la liberté d'or » (en serbe : « na krst časni i slobodu zlatnu »).

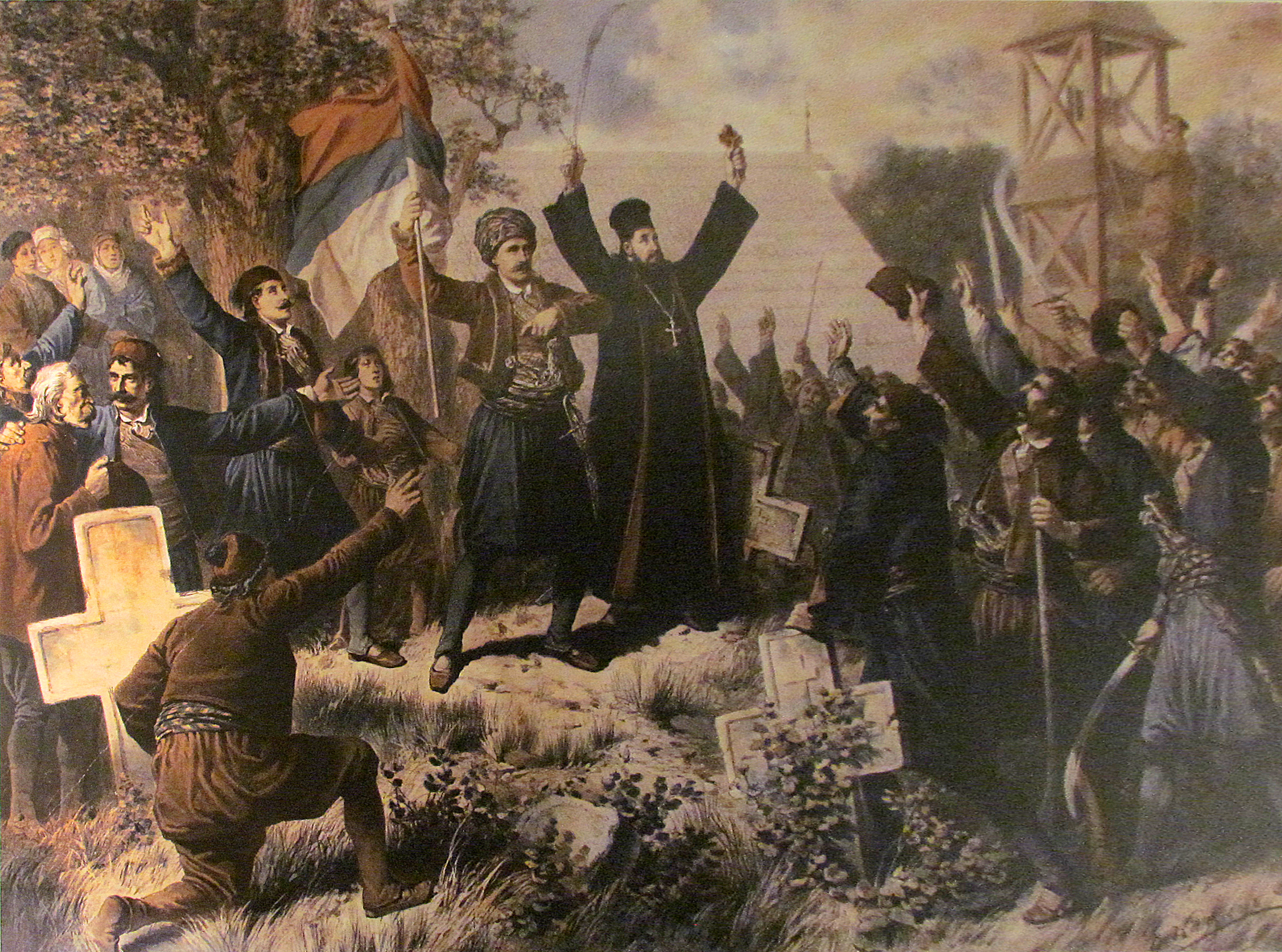
Le Soulèvement de Takovo par Vinzenz Katzler, 1862, Musée historique de Serbie. On peut voir l'église en arrière-plan.

## Architecture
L'église Saint-Georges, très simple, est composée d'une nef unique prolongée par une abside demi-circulaire. Elle possède un soubassement de pierre sur lequel reposent les murs en bois de chêne ; le toit en forte pente est recouvert de bardeaux eux aussi en chêne. L'ensemble est l'œuvre de maîtres artisans originaires de la région de l'Osat, dans l'est de la Bosnie ; ces artisans sont également les auteurs d'une riche décoration, avec des portes et des poutres ornées de motifs géométriques ou floraux caractéristiques de l'influence de l'art musulman.

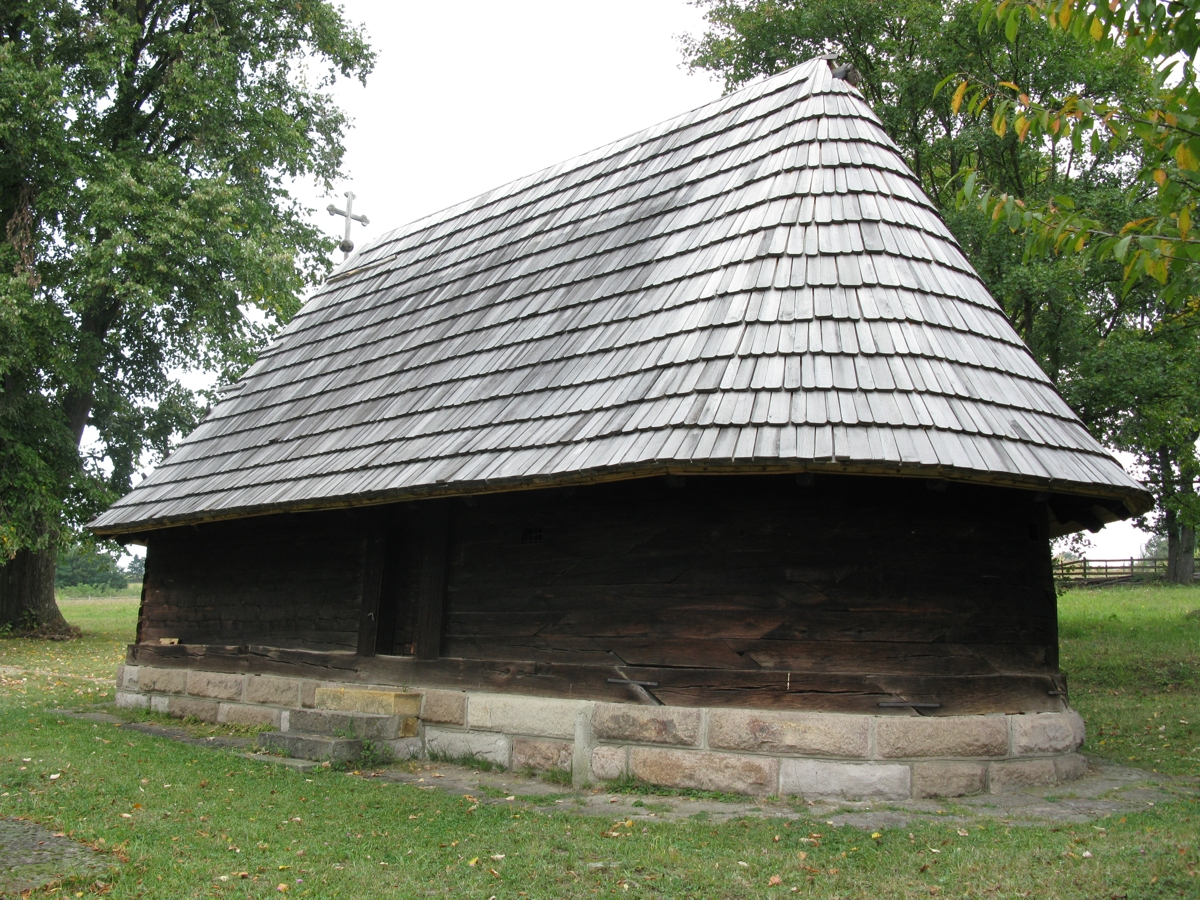
Façade sud l'église.
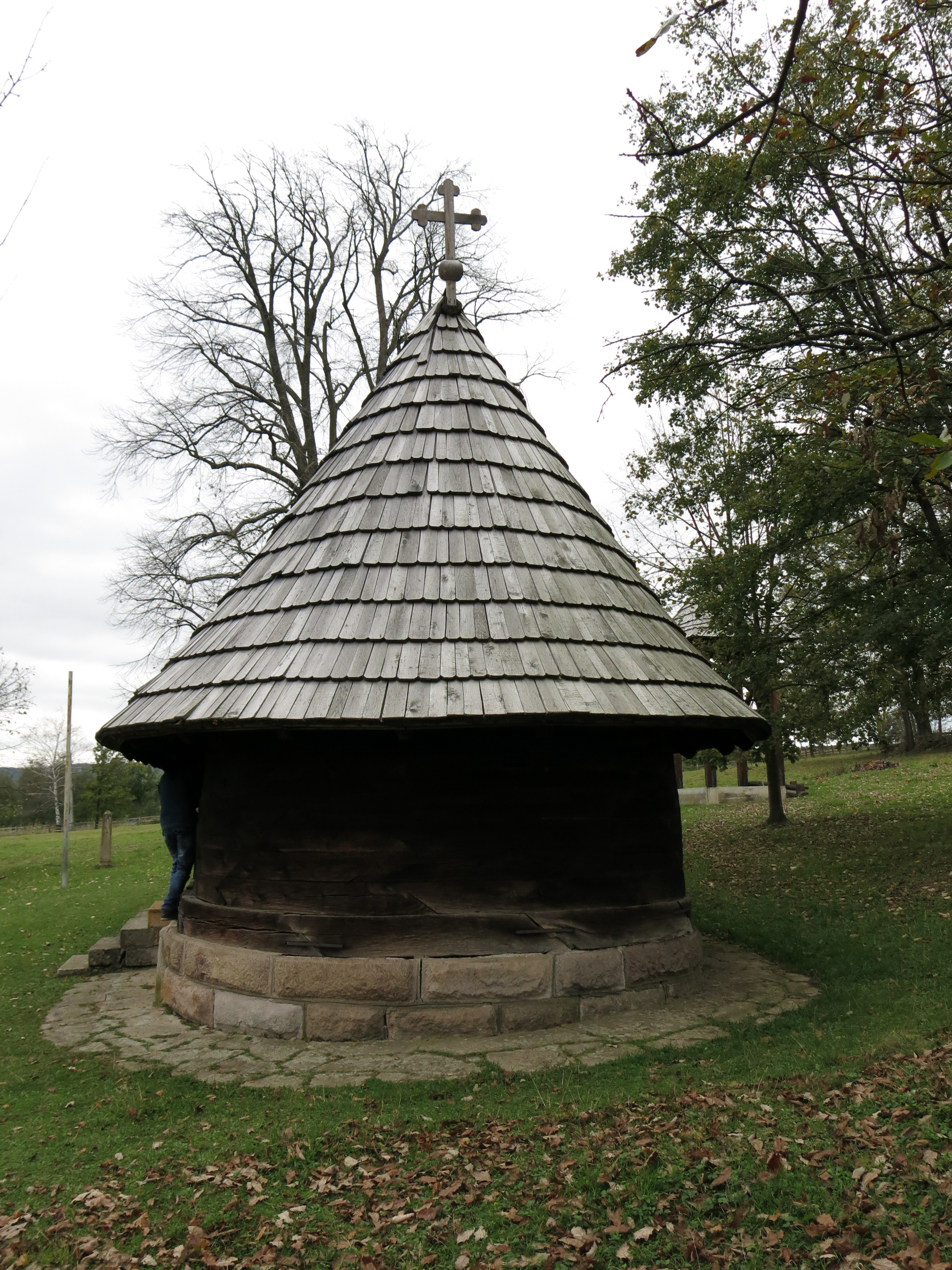
Le chevet.
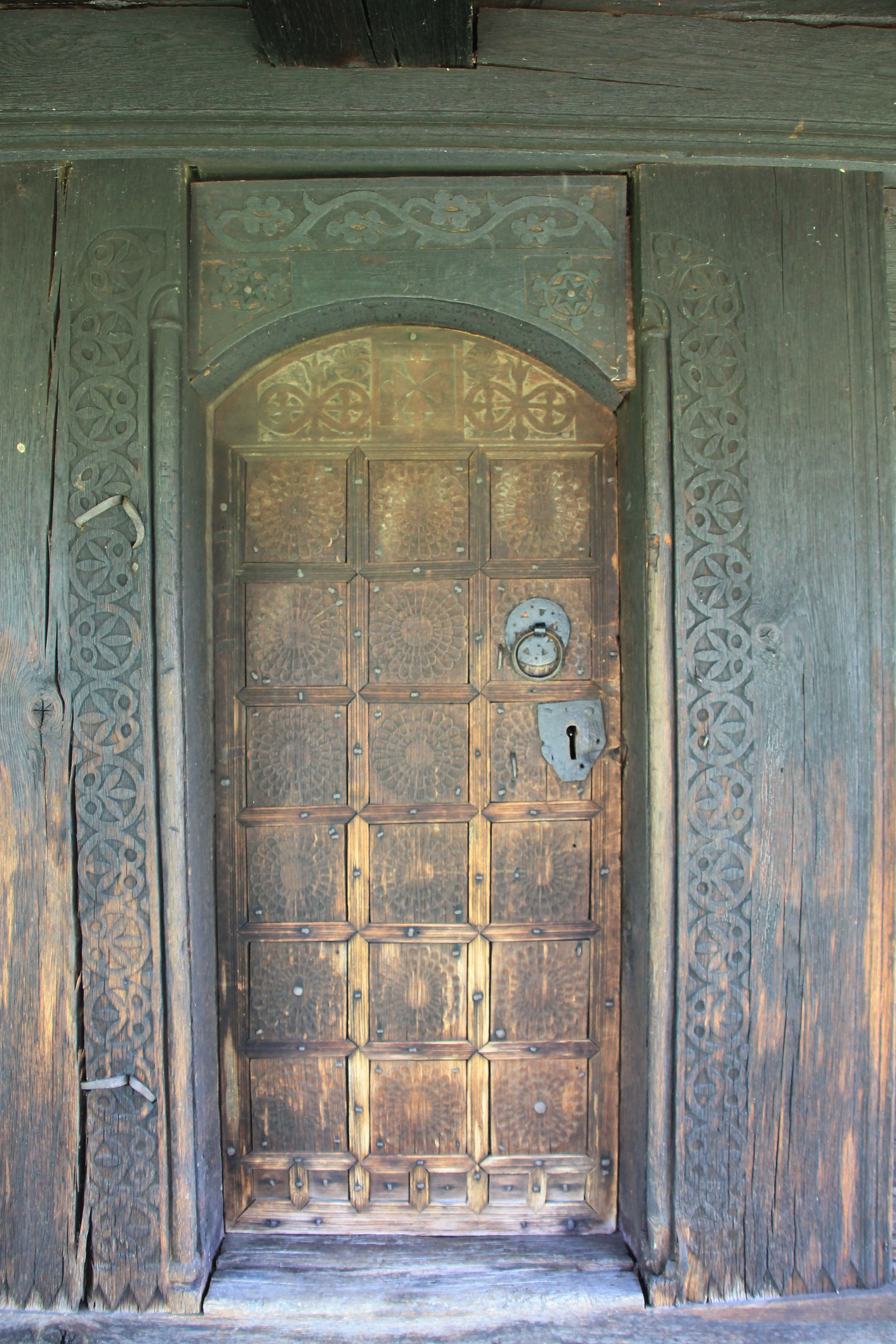
Détail de la porte ouest.
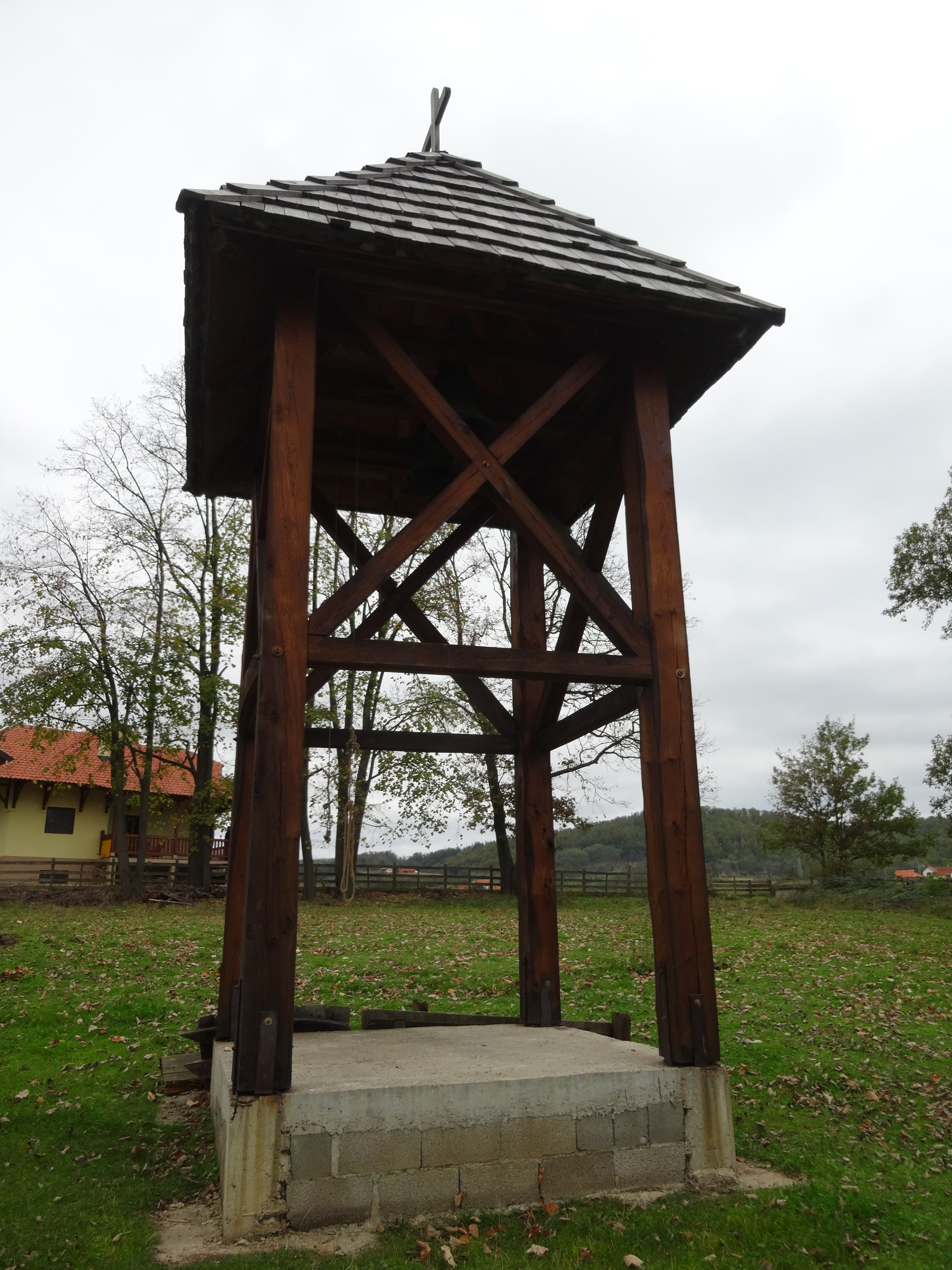
Le clocher.

## Peintures
L'iconostase de l'église est un don de Jovan Obrenović, le frère du prince Miloš. Peinte à des époques variées, elle ne possède pas de véritable unité de style. L'Annonciation et les portraits des Évangélistes ont été peints en 1808 par Jeremije Mihailović, qui faisait partie de l'entourage artistique de Hadži-Ruvim ; la Crucifixion date des années 1830 ; d'autres icônes, plutôt en mauvais état, datent de la première moitié du XXe siècle.

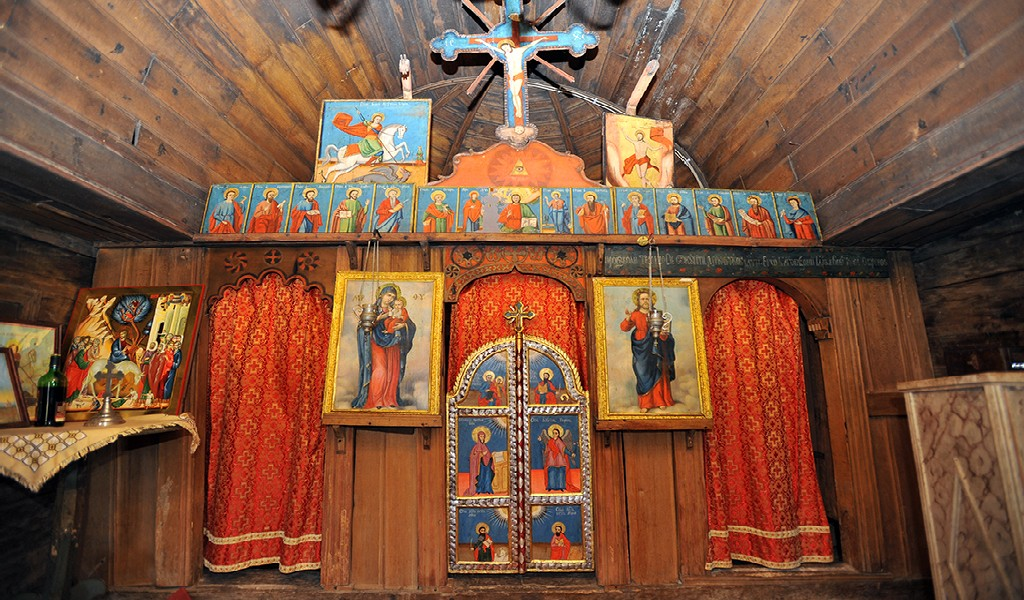
L'iconostase de l'église.